# Чемпіонат України з футболу 2008—2009: Прем'єр-ліга

## Учасники
Офіційна назва турніру серед команд Прем'єр-ліги — ЕпіЦентр Чемпіонат України з футболу.
У Прем'єр-лізі 18-ого чемпіонату України з футболу взяли участь 16 команд:
| - «Арсенал» (Київ) - «Ворскла» (Полтава) - «Динамо» (Київ) - «Дніпро» (Дніпропетровськ) - «Зоря» (Луганськ) - «Іллічівець» (Маріуполь) - «Карпати» (Львів) - «Кривбас» (Кривий Ріг) | - ФК «Львів» (Львів) - «Металіст» (Харків) - «Металург» (Донецьк) - «Металург» (Запоріжжя) - «Таврія» (Сімферополь) - ФК «Харків» (Харків) - «Чорноморець» (Одеса) - «Шахтар» (Донецьк) |

 — команди, що піднялися з першої ліги.

## Підсумкова турнірна таблиця
| М  | Команда       | І  | В  | Н  | П  | РМ    | О  |
| -- | ------------- | -- | -- | -- | -- | ----- | -- |
|    | «Динамо»      | 30 | 26 | 1  | 3  | 71−19 | 79 |
|    | «Шахтар»      | 30 | 19 | 7  | 4  | 47−16 | 64 |
|    | «Металіст»    | 30 | 17 | 8  | 5  | 44−25 | 59 |
| 4  | «Металург» Д  | 30 | 14 | 7  | 9  | 36−27 | 49 |
| 5  | «Ворскла»     | 30 | 14 | 7  | 9  | 32−26 | 49 |
| 6  | «Дніпро»      | 30 | 13 | 9  | 8  | 34−25 | 48 |
| 7  | «Металург» З  | 30 | 12 | 9  | 9  | 29−30 | 45 |
| 8  | «Таврія»      | 30 | 10 | 7  | 13 | 41−45 | 37 |
| 9  | «Карпати»     | 30 | 8  | 10 | 12 | 33−39 | 34 |
| 10 | «Чорноморець» | 30 | 12 | 2  | 16 | 34−42 | 32 |
| 11 | «Арсенал»     | 30 | 8  | 8  | 14 | 26−33 | 32 |
| 12 | «Кривбас»     | 30 | 8  | 8  | 14 | 21−36 | 32 |
| 13 | «Зоря»        | 30 | 8  | 7  | 15 | 29−45 | 31 |
| 14 | «Іллічівець»  | 30 | 7  | 5  | 18 | 31−54 | 26 |
| 15 | ФК «Львів»    | 30 | 6  | 8  | 16 | 24−39 | 26 |
| 16 | ФК «Харків»   | 30 | 2  | 9  | 19 | 19−50 | 12 |

Позначення:
Примітка: згідно з п.2,3 статті 13 Регламенту Всеукраїнських змагань з футболу серед команд клубів «Прем'єр-ліги» України сезону 2008/2009 років у випадку рівності очок у двох (крім випадку визначення чемпіона України) і більше команд місця визначаються за такими показниками:
- більша кількість набраних очок в усіх матчах;
- більша кількість перемог в усіх матчах;
- краща різниця забитих і пропущених м'ячів в усіх матчах;
- більша кількість забитих м'ячів в усіх матчах;
- більша кількість набраних очок у матчах між собою;
- більша кількість перемог у матчах між собою;
- краща різниця забитих і пропущених м'ячів у матчах між собою;
- більша кількість забитих м'ячів у матчах між собою;
- більша середня оцінка у конкурсі «Чесна гра» (за результатами усіх матчів).

## Результати матчів
| Команда       | АРС | ВОР | ДИН | ДНІ | ЗОР | ІЛЛ | КАР | КРИ | ЛЬВ | МЕТ | МТД | МТЗ | ТАВ | ХАР | ЧОР | ШАХ |
| ------------- | --- | --- | --- | --- | --- | --- | --- | --- | --- | --- | --- | --- | --- | --- | --- | --- |
| «Арсенал»     |     | 0:0 | 0:2 | 0:1 | 1:1 | 4:0 | 4:0 | 1:1 | 0:0 | 0:2 | 0:1 | 2:0 | 1:1 | 1:0 | 1:0 | 0:0 |
| «Ворскла»     | 1:0 |     | 2:2 | 1:0 | 0:1 | 2:3 | 2:1 | 0:0 | 0:0 | 0:1 | 1:0 | 1:1 | 1:0 | 2:1 | 2:1 | 1:0 |
| «Динамо»      | 3:0 | 4:1 |     | 2:1 | 5:0 | 2:0 | 4:0 | 3:0 | 1:0 | 1:2 | 1:0 | 2:0 | 3:2 | 1:0 | 3:1 | 1:0 |
| «Дніпро»      | 2:1 | 2:1 | 1:3 |     | 1:1 | 0:0 | 1:0 | 1:0 | 1:1 | 2:0 | 1:1 | 1:2 | 0:1 | 4:1 | 4:1 | 0:0 |
| «Зоря»        | 0:1 | 0:2 | 0:1 | 2:0 |     | 2:1 | 1:0 | 1:2 | 1:1 | 1:1 | 0:2 | 0:0 | 1:1 | 2:0 | 2:1 | 0:3 |
| «Іллічівець»  | 2:1 | 1:3 | 3:4 | 1:2 | 1:0 |     | 1:5 | 2:0 | 2:0 | 0:2 | 0:1 | 1:1 | 3:3 | 1:1 | 1:0 | 1:2 |
| «Карпати»     | 3:2 | 0:0 | 1:4 | 0:0 | 1:1 | 1:0 |     | 3:0 | 2:1 | 0:2 | 1:1 | 0:0 | 0:1 | 0:2 | 3:0 | 1:1 |
| «Кривбас»     | 1:0 | 0:2 | 2:1 | 0:1 | 2:1 | 0:0 | 1:1 |     | 2:0 | 1:3 | 1:2 | 1:0 | 1:1 | 1:1 | 0:2 | 0:1 |
| ФК «Львів»    | 0:1 | 0:0 | 0:1 | 0:1 | 3:1 | 2:1 | 2:4 | 1:0 |     | 1:1 | 0:1 | 1:2 | 2:4 | 1:0 | 0:2 | 2:0 |
| «Металіст»    | 3:1 | 3:1 | 0:2 | 3:2 | 2:1 | 2:0 | 1:1 | 1:0 | 0:0 |     | 1:1 | 1:1 | 3:0 | 1:1 | 2:0 | 0:3 |
| «Металург» Д  | 0:0 | 2:1 | 0:2 | 1:1 | 3:0 | 2:0 | 1:0 | 1:1 | 2:0 | 0:2 |     | 3:1 | 2:1 | 3:0 | 1:0 | 1:2 |
| «Металург» З  | 2:1 | 1:0 | 1:3 | 0:1 | 2:1 | 2:0 | 0:0 | 0:0 | 2:1 | 1:0 | 2:1 |     | 1:0 | 0:0 | 1:3 | 1:0 |
| «Таврія»      | 3:1 | 1:3 | 1:3 | 0:0 | 2:1 | 3:2 | 1:4 | 0:1 | 2:2 | 0:1 | 4:1 | 2:0 |     | 1:1 | 1:3 | 0:2 |
| ФК «Харків»   | 1:1 | 0:1 | 0:4 | 0:2 | 2:3 | 1:2 | 1:1 | 0:1 | 2:3 | 1:2 | 1:0 | 0:2 | 0:3 |     | 1:1 | 0:0 |
| «Чорноморець» | 0:1 | 0:1 | 0:3 | 1:1 | 1:3 | 3:2 | 3:0 | 2:0 | 1:0 | 1:0 | 2:1 | 2:1 | 0:2 | 3:1 |     | 0:3 |
| «Шахтар»      | 3:0 | 1:0 | 1:0 | 1:0 | 3:1 | 3:0 | 1:0 | 4:2 | 2:0 | 2:2 | 1:1 | 2:2 | 2:0 | 3:0 | 1:0 |     |

## Найкращі бомбардири

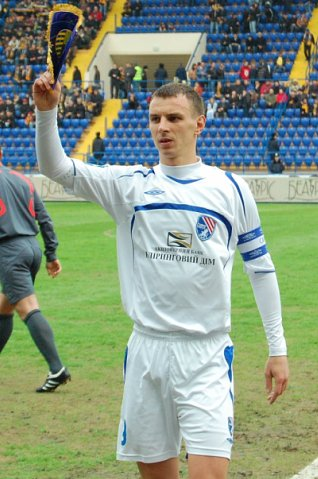
Олександр Ковпак

| #  | Гравець            | Клуб                                 | Ігри | Голи (пен.) |
| -- | ------------------ | ------------------------------------ | ---- | ----------- |
| 1  | Олександр Ковпак   | «Таврія»                             | 28   | 17 (6)      |
| 2  | Ісмаель Бангура    | «Динамо»                             | 26   | 13 (1)      |
| 3  | Олександр Алієв    | «Динамо»                             | 26   | 13 (3)      |
| 4  | Жаксон Коельйо     | «Металіст»                           | 23   | 11 (1)      |
| 5  | Сергій Кузнецов    | «Карпати»                            | 23   | 10          |
| 5  | Паріт Джихані      | «Зоря»                               | 25   | 10          |
| 7  | Артем Мілевський   | «Динамо»                             | 24   | 10 (1)      |
| 8  | Тіберіу Гіоане     | «Динамо»                             | 21   | 9           |
| 9  | Олександр Косирін  | «Чорноморець»                        | 19   | 8           |
| 10 | Марко Девич        | «Металіст»                           | 24   | 8 (2)       |
| 11 | Рікардо Фернандеш  | «Металург» Д                         | 27   | 8 (6)       |
| 12 | Лакі Ідахор        | «Таврія»                             | 26   | 7           |
| 12 | Євген Селезньов    | «Шахтар»                             | 26   | 7           |
| 14 | Володимир Коритько | «Чорноморець» (5) / «Металург» Д (2) | 23   | 7 (1)       |
| 15 | Олексій Годін      | «Металург» З                         | 26   | 6           |
| 15 | Володимир Гоменюк  | «Таврія» (2) / «Дніпро» (4)          | 30   | 6           |
| 15 | Анатолій Діденко   | «Зоря» (1) / «Чорноморець» (5)       | 23   | 6           |
| 15 | Йован Маркоський   | «Ворскла»                            | 28   | 6           |
| 19 | Руслан Левига      | «Чорноморець»                        | 20   | 6 (1)       |
| 20 | Іван Кривошеєнко   | «Іллічівець»                         | 27   | 6 (5)       |

## Стадіони
10 команд («Ворскла», «Динамо», «Зоря», «Іллічівець», «Карпати», «Кривбас», два «Металурги», «Таврія», «Шахтар») протягом усього чемпіонату проводили свої домашні матчі на одному стадіоні.
«Металіст» усі домашні матчі, крім останнього, зіграв на «Металісті», матч 29-го туру проти «Кривбасу» 23 травня відбувся на харківському стадіоні «Динамо».
ФК «Харків» до квітня грав у Сумах на «Ювілейному», а решту 4 домашніх матчі зіграв у Харкові на «Динамо».
«Чорноморець» до зимової перерви (9 матчів) грав на однойменному стадіоні, а весняні матчі проводив на «Спартаку».
ФК «Львів» до зимової перерви грав на «Україні» у Львові. Весняні матчі проводив на «Княжій-Арені» в Добромилі. Однак через поганий стан добромильського стадіону два матчі клуб змушений був провести за межами Львівщини: матч 21-го туру проти запорізького «Металурга» 21 березня відбувся в Луцьку на «Авангарді», а матч 23-го туру проти донецького «Металурга» 11 квітня — на київському НТК ім. Баннікова.
«Дніпро» перші три домашні матчі (проти «Динамо», «Шахтаря» і «Металіста») зіграв на «Метеорі», решту матчів проводив на новому стадіоні «Дніпро».
Київський «Арсенал», не маючи власного стадіону, постійно змінював місце проведення домашніх матчів. Так матчі проти «Кривбасу» 26 липня, «Динамо» 23 серпня і «Шахтаря» 21 вересня відбулися на столичному стадіоні «Динамо» імені Лобановського. Матчі проти «Зорі» 10 серпня і донецького «Металурга» 16 листопада відбулися на стадіоні «Оболонь», матч проти «Харкова» 1 березня відбувся на клубному стадіоні «Динамо» в Чапаєвці. Решту 9 матчів команда провела на НТК ім. Баннікова.
| Стадіон                             | Місто           | Місткість | Кількість матчів | Команда-господар                |
| ----------------------------------- | --------------- | --------- | ---------------- | ------------------------------- |
| «Україна»                           | Львів           | 27 925    | 24               | «Карпати» (15), ФК «Львів» (9)  |
| «Динамо» ім. Валерія Лобановського  | Київ            | 16 873    | 18               | «Динамо» (15), «Арсенал» (3)    |
| «Металург»                          | Кривий Ріг      | 29 734    | 15               | «Кривбас»                       |
| РСК «Олімпійський»                  | Донецьк         | 26 100    | 15               | «Шахтар»                        |
| «Ворскла» ім. Олексія Бутовського   | Полтава         | 24 795    | 15               | «Ворскла»                       |
| «Авангард»                          | Луганськ        | 22 288    | 15               | «Зоря»                          |
| РСК «Локомотив»                     | Сімферополь     | 19 978    | 15               | «Таврія»                        |
| «Іллічівець»                        | Маріуполь       | 12 460    | 15               | «Іллічівець»                    |
| «Славутич-Арена»                    | Запоріжжя       | 11 756    | 15               | «Металург» З                    |
| «Металург»                          | Донецьк         | 5094      | 15               | «Металург» Д                    |
| ОСК «Металіст»                      | Харків          | 42 000    | 14               | «Металіст»                      |
| «Дніпро-Арена»                      | Дніпропетровськ | 31 003    | 12               | «Дніпро»                        |
| «Ювілейний»                         | Суми            | 25 830    | 11               | ФК «Харків»                     |
| НТК ім. Баннікова                   | Київ            | 1678      | 10               | «Арсенал» (9), ФК «Львів» (1)   |
| ЦС «Чорноморець»                    | Одеса           | 20 836    | 9                | «Чорноморець»                   |
| «Спартак»                           | Одеса           | 5000      | 6                | «Чорноморець»                   |
| «Динамо»                            | Харків          | 9000      | 5                | ФК «Харків» (4), «Металіст» (1) |
| «Княжа-Арена»                       | Добромиль       | 3220      | 4                | ФК «Львів»                      |
| «Метеор»                            | Дніпропетровськ | 24 381    | 3                | «Дніпро»                        |
| «Оболонь»                           | Київ            | 4300      | 2                | «Арсенал»                       |
| «Авангард»                          | Луцьк           | 10 792    | 1                | ФК «Львів»                      |
| Клубний стадіон «Динамо» в Чапаєвці | Київ            | 750       | 1                | «Арсенал»                       |

## Загальна статистика чемпіонату
| Загальна кількість ігор           | 240               |
| Загальна кількість голів          | 551               |
| Голи господарів                   | 306 (55,54%)      |
| Голи гостей                       | 245 (44,46)       |
| Перемоги господарів               | 111 (46,25%)      |
| Нічиїх                            | 56 (23,33%)       |
| Перемоги гостей                   | 73 (30,42%)       |
| Середня кількість голів за матч   | 2,30              |
| Результативність ігор (> 3 голів) | 46 (19,17%)       |
| Безгольові матчі                  | 20 (8,33%)        |
| Загальна кількість глядачів       | 1816705           |
| В середньому за матч              | 7570              |
| Призначено пенальті               | 69                |
| Реалізовано пенальті              | 54                |
| Автоголи                          | 8                 |
| Попередження (в сер.)             | 837 (3,49)        |
| Видалення (в сер.) - Відразу/2ЖК  | 41 (0,17) - 21/20 |
| Гравців виступило                 | 508               |